# Kelmarsh Hall
Kelmarsh Hall dans le Northamptonshire, en Angleterre, est une élégante maison de campagne du XVIIIe siècle à environ 5 milles (8 km) au sud de Market Harborough et à 11 milles (18 km) au nord de Northampton. C'est une maison classée Grade I et est ouverte au public.

## Histoire
La maison palladienne actuelle est construite en 1732 pour William Hanbury (1704-1768), un célèbre antiquaire, par Francis Smith de Warwick (en), sur un plan de James Gibbs ; la maison est encore aujourd'hui entourée de son domaine et comprend à la fois un parc et des jardins. Pevsner décrit le bâtiment comme «un plan parfait, réalisé dans un goût impeccable».
En construisant la maison, Hanbury utilise une fortune qui a été renforcée par un mariage avantageux avec une nièce du vicomte Bateman ; il acquiert ensuite le domaine Shobdon dans le Herefordshire et l'un de ses petits-enfants, William Hanbury III, succède à un baronnet Bateman.
Richard Christopher Naylor, banquier de Liverpool, négociant en coton et passionné de courses de chevaux, achète le domaine en 1864, principalement pour son potentiel de chasse. En 1902, George Granville Lancaster achète le domaine ; son fils, Claude, hérite à sa majorité en 1924, puis il passe à la sœur aînée de Claude, Cicely, en 1977 ; elle crée ensuite le Kelmarsh Trust pour sauvegarder l'avenir du domaine après sa mort en 1996.
Ronald Tree et sa femme Nancy, née Perkins (plus tard connue sous le nom de Nancy Lancaster) prennent un bail de 6 ans en 1929. Tree devient député de Harborough en 1933. Sa femme, qui s'est fait connaître par son travail et son goût pour la décoration d'intérieur, épouse ensuite le propriétaire des lieux, le colonel Lancaster.